# 副乳
副乳是指人体除了正常的一对乳房之外长出的多余乳房，一般在腋前或者腋下，也有发生在胸部、腹部、腹股沟、大腿外侧等部位的。人类在胚胎时期，从腋窝到腹股沟的两条线上长有6到8对乳腺的始基，出生前，除胸前的一对继续保留以外，其余的都退化了。如果由于某些异常情况，这些乳腺始基未能完全退化，就形成了多个乳房，又称多乳房症、迷走乳腺、额外乳腺等。副乳有三种情况，即有乳腺组织但无乳头、无乳腺组但有乳头、既有乳腺组织又有乳头。由于副乳大部分已经退化，患乳腺疾病的概率远远低于正常乳头。
副乳在男女之中都有发生，女性患者较多。很多具有家族遗传性倾向，经常被认为是一种返祖现象。副乳患者一般身体情况和智力水平与正常人无异。